# 上杉義枝
上杉 義枝（うえすぎ よしえだ）は、江戸時代中期の高家旗本。

## 略歴
享保5年（1720年）、伊予国吉田藩3代藩主・伊達村豊の三男として誕生。上杉知義の婿養子となった。
享保17年（1732年）3月28日、8代将軍・徳川吉宗に御目見した。寛保元年（1741年）7月20日、養父の隠居により家督を相続し、表高家に列した。生涯、高家職に登用されることはなかった。
寛保2年（1742年）9月11日、死去。享年23。跡を長男の義寿が継いだ。

## 系譜
- 父：伊達村豊（1682年 - 1737年）
- 母：滝氏
- 養父：上杉知義（1699年 - 1752年）
- 正室：上杉知義長女
  - 長男：上杉義寿（1742年 - 1784年）